# Escala visual analògica
L'escala visual analògica (EVA) o escala analògica visual és una escala de resposta psicomètrica que es pot utilitzar en qüestionaris. És un instrument de mesura de característiques o actituds subjectives que no es poden mesurar directament. En respondre a un element EVA, els enquestats especifiquen el seu nivell d'acord amb una declaració indicant una posició al llarg d'una línia contínua entre dos punts finals.

## Comparació amb altres escales
Aquest aspecte continu (o "analògic") de l'escala el diferencia d'escales discretes com l'escala de Likert. Hi ha evidències que mostren que les escales analògiques visuals tenen unes característiques mètriques superiors a les escales discretes, per la qual cosa es pot aplicar un rang més ampli de mètodes estadístics a les mesures.
L'EVA es pot comparar amb altres escales lineals com l'escala Likert o l'escala de Borg. La sensibilitat i la reproducibilidad dels resultats són en general molt similars, encara que l'EVA pot superar les altres escales en alguns casos. Aquests avantatges s'estenen als instruments de mesura constituïts a partir de combinacions d'escales analògiques visuals, com ara diferencials semàntics.

## Usos
Els avenços recents en metodologies per a la recerca basada en Internet inclouen el desenvolupament i avaluació d'escales analògiques visuals per al seu ús en qüestionaris basats en Internet.
L'EVA és l'escala de dolor més habitual per quantificar el dolor.
L'escala visual analògica és una escala de valoració del dolor que va utilitzar per primera vegada Hayes i Patterson el 1921. Les puntuacions es basen en mesures de símptomes autoinformades que s'enregistren amb una sola marca manuscrita col·locada en un punt de la longitud d’un línia de cm que representa un continu entre els dos extrems de l'escala: "sense dolor" a l'extrem esquerre (0 cm) de l'escala i el "pitjor dolor" a l'extrem dret de l'escala (10 cm). Les mesures des del punt de partida (extrem esquerre) de l'escala fins a les marques dels pacients s'enregistren en centímetres i s'interpreten com el dolor. Els valors es poden utilitzar per rastrejar la progressió del dolor per a un pacient o per comparar el dolor entre pacients amb afeccions similars. A més del dolor, l'escala també s'ha utilitzat per avaluar l'estat d’ànim, la gana, l’asma, la dispèpsia i la deambulació. Tot i que hi ha proves contradictòries pel que fa a l'avantatge de la VAS en comparació amb altres mètodes per registrar el dolor, encara s'utilitza habitualment en entorns clínics i domèstics.
Dolor relacionat amb pacients amb dolor musculoesquelètic crònic, endometriosi, el dolor relacionat amb el lloc del donant de l'empelt de pell.
Una revisió va arribar a la conclusió que l'EVA i l'escala de qualificació numèrica (NRS) eren les escales de dolor més adequades per al mesurament del dolor en l'endometriosi. A efectes d'investigació, i per a un mesurament del dolor més detallat en la pràctica clínica, la revisió suggereix l'ús d'EVA o NRS per a cada tipus de dolor típic relacionat amb l'endometriosi (dismenorrea, dispareunia profunda i dolor pelvià crònic no menstrual), combinada amb la impressió global clínica (CGI) i una escala de qualitat de vida. L'EVA es cada vegada més utilitzat per a l'avaluació de les molèsties del tinnitus agut i crònic.